# Sıddık Bin Mahmud
Sıddık Bin Mahmud (* 13. Jahrhundert; † unbekannt) war ein seldschukischer Architekt in Anatolien.
Mahmud gilt als einer der wichtigsten Architekten des Seldschukischen Baustils. Sein bekanntestes Bauwerk ist die um 1223 erbaute Alâeddin-Moschee in Niğde. Diese Moschee wurde auf Befehl des Sultans Kai Kobad I. von seinem İmrahor Zeyneddin Beşare bin Abdullah in Auftrag gegeben.